# ویکرشتد
ویکرشتد (به آلمانی: Wickerstedt) یک منطقهٔ مسکونی در آلمان است که در باد زولزا واقع شده‌است. ویکرشتد ۷۶۵ نفر جمعیت دارد.